# Reservas de petróleo no Iraque

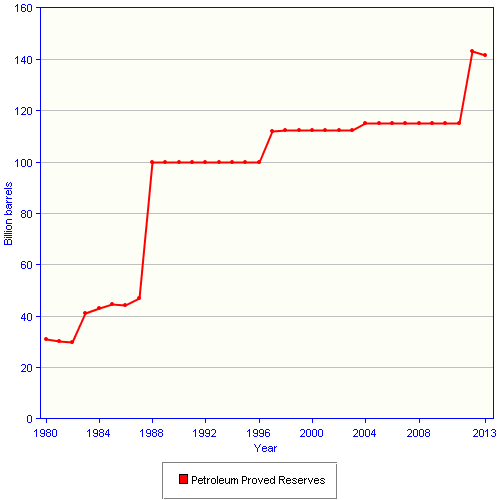
Reservas de petróleo comprovadas no Iraque (US EIA)

As Reservas de petróleo no Iraque são consideradas a segunda maior do mundo de todas as reservas, com 140 bilhões barris. As fontes para este petróleo é primariamente localizada em áreas dominadas por muçulmanos xiitas.
As extrações, produção e refino do petróleo levaram o estado iraquiano a criar formas de regrar, em um primeiro momento com um consórcio para empresas exploradoras com a crianção em 1928, da Iraq Petroleum Company que durou até os anos 60, e a partir de então teve a nacionalização do petróleo iraquiano.